# Kampinoska Dolina Wisły
Kampinoska Dolina Wisły este o arie protejată (sit de importanță comunitară — SCI) din Polonia întinsă pe o suprafață de 20.659,11 ha, integral pe uscat.

## Localizare
Centrul sitului Kampinoska Dolina Wisły este situat la coordonatele 52°25′35″N 20°34′54″E / 52.4263°N 20.5816°E.

## Înființare
Situl Kampinoska Dolina Wisły a fost declarat sit de importanță comunitară în octombrie 2009 pentru a proteja 22 de specii de animale.

## Biodiversitate
Situată în ecoregiunea continentală, aria protejată conține 9 habitate naturale: Lacuri eutrofice naturale cu vegetație de tip Magnopotamion sau Hydrocharition, Râuri cu maluri nămoloase cu vegetație de Chenopodion rubri p.p. și Bidention p.p., Pajiști calcaroase din nisipuri xerice, Pajiști cu Molinia pe soluri calcaroase, turboase sau argilos-nămoloase (Molinion caeruleae), Liziere de ierburi înalte hidrofile de câmpie și de nivel montan până la alpin, Fânețe de joasă altitudine (Alopecurus pratensis, Sanguisorba officinalis), Păduri de stejar și carpen Galio-Carpinetum, Păduri aluvionare cu Alnus glutinosa și Fraxinus excelsior (Alno-Padion, Alnion incanae, Salicion albae), Păduri mixte riverane de Quercus robur, Ulmus laevis și Ulmus minor, Fraxinus excelsior sau Fraxinus angustifolia, de-a lungul marilor râuri (Ulmenion minoris).
La baza desemnării sitului se află mai multe specii protejate:
- amfibieni (2): buhai de baltă cu burta roșie (Bombina bombina), triton cu creastă (Triturus cristatus)
- mamifere (4): lupul (Canis lupus), castor (Castor fiber), vidră de râu (Lutra lutra), liliac comun (Myotis myotis)
- nevertebrate (7): Cucujus cinnaberinus, fluturele purpuriu (Lycaena dispar), Lycaena helle, Ophiogomphus cecilia, Osmoderma eremita, Polyommatus eroides, Vertigo moulinsiana
- pești (9): avat (Aspius aspius), zvârluga (Cobitis taenia), Eudontomyzon mariae, Lampetra fluviatilis, țipar (Misgurnus fossilis), boarță (Rhodeus amarus), Romanogobio albipinnatus, dunăriță (Sabanejewia aurata), somonul (Salmo salar)